# Schönbrunn (Landshut)
Schönbrunn ist ein Stadtteil und Ortsteil der kreisfreien Stadt Landshut. Bis 1972 bildete es eine selbstständige Gemeinde.

## Lage
Das eigentliche Schönbrunn liegt im Osten von Landshut am rechten Ufer der Isar. Der Stadtteil Schönbrunn umfasst außer Schönbrunn selbst die Ortsteile Attenkofen, Haag, Kranzed, Lurzenhof, Schweinbach, Seethal und Unterschönbach.

## Geschichte
1687 erhob Kurfürst Max Emanuel den 1667 von Landschaftssekretär Johann Bernhard Pockmayr erbauten Schwaighof per Dekret zum Edelsitz. Der Hofmarkssitz Schönbrunn mit niederer Gerichtsbarkeit wird nicht in der Konskription von 1752, sondern nur im Hofanlagsbuch von 1777 erwähnt. Die Hofmark umfasste lediglich den Ort Schönbrunn mit fünf Anwesen. Im Zuge der Landgerichtsneuorganisation von 1803 kam der Sitz an das Landgericht Landshut. Nach der Bildung des Königreiches Bayern ging 1818 aus der Hofmark die Gemeinde Schönbrunn im Landgericht Landshut hervor. Sie umfasste neben Schönbrunn das Kirchdorf Schweinbach, das Dorf Lurzenhof sowie die Einöden Attenkofen, Haag, Kranzed, Mühlhof, Seethal, Unterschönbach und Voglheerd. Die Gemeinde gehörte dann zum 1862 gebildeten Bezirksamt Landshut, ab 1939 zum Landkreis Landshut. Am 1. Juli 1972 wurde die Gemeinde Schönbrunn im Zuge der Gebietsreform in Bayern in die kreisfreie Stadt Landshut eingegliedert. Ein großer Teil des Stadtteils wird heute vom Agrarbildungszentrum Landshut-Schönbrunn eingenommen, das aus der 1854 gegründeten niederbayerischen Kreisackerbauschule Landshut-Schönbrunn hervorging.

## Sehenswürdigkeiten
- Ehemaliges Schloss Schönbrunn, jetzt Gast- und Tafernwirtschaft. Der stattliche zweigeschossiger Bau mit Walmdach stammt im Kern aus dem 17. Jahrhundert. Im Obergeschoss liegt die Schlosskapelle mit barockem Altar.

## Bildung und Erziehung
- Hochschule für angewandte Wissenschaften Landshut

- Agrarbildungszentrum Landshut-Schönbrunn
  - Landmaschinenschule
  - Staatliche Fachschule für Agrarwirtschaft Fachrichtung ökologischer Landbau
  - Staatliche Fachschule für Agrarwirtschaft Fachrichtungen Gartenbau sowie Garten- und Landschaftsbau
  - Berufliche Schulen
    - Staatliche Berufsschule IV für Agrarwirtschaft
    - Staatliche Berufsfachschule für Ernährung und Versorgung
    - Staatliche Berufsfachschule für Kinderpflege
    - ,Staatliche Fachoberschule für Agrarwirtschaft
    - Staatliche Berufsoberschule für Agrarwirtschaft und Sozialwesen
- Mittelschule Landshut Schönbrunn

## Vereine
- SSV 63 Landshut-Schönbrunn e.V.